# Saqāliba
Saqaliba (arabisch صقالبة, DMG ṣaqāliba ‚Slawen‘) bezeichnet in mittelalterlichen arabischen Quellen Slawen und andere Völker  Ostmittel-, Südost- und Osteuropas.

## Etymologie
Die Bezeichnung aṣ-ṣaqāliba (sing. Ṣaqlabī, Ṣiqlabī) ist dem mittelgriechischen Σλάβος entlehnt, das mit der slawischen Selbstbezeichnung Slovĕnin in Verbindung steht. Wegen der großen Zahl slawischer Sklaven hat das Wort in mehreren europäischen Sprachen die Bedeutung „Sklave“ angenommen (englisch slave, französisch esclave, italienisch schiavo), so auch im Spanien der Umayyaden, wo Ṣaqāliba alle fremden Sklaven bezeichnete.

## Verwendung
In der arabischen Welt gab es Ṣaqāliba als Soldaten, Sklaven, Eunuchen, Handwerker und Wachmänner. Einige wurden sogar berühmt, so zum Beispiel Sabir al-Fata oder der fatimidische General Dschauhar as-Siqillī als Gründer Kairos. Durch ihre Rolle als Soldaten konnten sie zusammen mit Sklaven anderer Herkunft verschiedene Herrscherdynastien gründen, siehe dazu auch Mamluken. Der Titel al-Fatā („junger Mann“; indeterminiert fatan) bezeichnet den freigelassenen Saqlabī.

## Slawen in Nord- und Osteuropa
Obwohl die Bedeutung des Begriffes Saqāliba gewissermaßen unscharf ist, bezog er sich primär auf Slawen. Zu Beginn der arabischen Überlieferung dürfte er jedoch auch Nachbarvölker umfasst haben: al-Chwarizmi (Ṣūrat al-arḍ, 9. Jahrhundert) erwähnt ein „Gharmāniyā, Land der Ṣaqāliba“, und Ibn Faḍlāns Reisebericht (921/22) nennt den König der turksprachigen Wolgabulgaren einen „König der Ṣaqāliba“.
Die frühesten Nachrichten über die slawisch-arabischen Beziehungen stammen aus der Theophanes-Chronik (10. Jahrhundert):
- Im Jahr 664 oder 665 liefen 5.000 byzantinische Sklaven zum Umayyaden Abd ar-Rachman b. Chalid über. Sie gingen mit ihm nach Syrien und wurden dort in Seleucobolus bei Apamea sesshaft.
- Im Jahr 692 oder 693, während der Herrschaft des Kalifen Abd al-Malik, lief der Byzantiner Neboulos, Anführer einer kleinasischen Slawen-Armee von 30.000, mit 20.000 Mann zu den Arabern über. Justinian II. ließ die verbliebenen Slawen in Leukate bei Nikomedeia töten.

Die älteste Erwähnung in arabischer Sprache stammt vom christlichen Dichter al-Achtal (710), der in einem Gedicht einen "Mob rötlicher Slawen" schildert (جمعة الصقالبة الصهب dschamʿat as-saqāliba as-suhb, DMG ǧamʿatu ṣ-ṣaqāliba aṣ-ṣuhb). Der umayyadische Verwalter Chorasans Yazīd ibn al-Muhallab erwähnte die Ṣaqāliba in einer Rede (720).
Diese frühen Erwähnungen beziehen sich vor allem auf slawische Diaspora-Gruppen, ein direkter Kontakt zwischen Slawen und Arabern erfolgte nach der arabischen Eroberung Choresmiens im frühen 8. Jahrhundert.

## BerühmteSaqalibaim muslimischen Spanien
Auch im islamischen al-Andalus gab es freigelassene Militärsklaven, die aus Ostmittel-, Ost- oder Südosteuropa stammten und in arabischen Quellen als ṣaqāliba bezeichnet wurden und von denen einige bis zu hohen Würdenträgern oder Emiren einiger Taifa-Königreiche aufstiegen, beispielsweise:
- Ghalib, war bis 976 General Hakams II. und danach Schwiegervater des Almansor
- Sabur, herrschte 1009–1022 als Emir in Badajoz und Lissabon
- Khayran, herrschte 1012–1028 als Emir in Murcia, Almería und Orihuela
- Labib as-Saqlabi, herrschte 1009–1039 als Emir in Tortosa (mit Mudschahid zusammen kurzzeitig auch in Valencia)
- Mudschahid al-Amiri, herrschte 1012–1045 als Emir in Denia und auf den Balearen (mit Labib zusammen 1017–19 auch in Valencia, ohne ihn bis 1021)
- Zuhayr, zunächst Statthalter Khayrans in Murcia, dann dessen Nachfolger als König von Almería 1028–1038. Wurde in einer Schlacht gegen die Ziriden von Granada getötet.